# Japans Grand Prix 1989
Japans Grand Prix 1989 var det femtonde av 16 lopp ingående i formel 1-VM 1989.

## Rapport
Detta lopp var troligen det mest spännande loppet under 1980-talet. Före loppet hade Alain Prost 76 och Ayrton Senna 60 poäng. Senna startade från pole position och Prost från den andra platsen. Den senares bil var modifierad efter kvalificeringen för att vara snabb på raksträckorna vilket gjorde att Prost tog ledningen i loppet. Senna försökte sedan med alla kända och några nya tricks att komma förbi fransmannen men utan att lyckas. I slutet av loppet låg Senna 0,5 sekunder efter Prost och fortsatte att jaga honom för att över huvud taget ha en chans att erövra titeln i den sista omgången i Australien. När det återstod sex varv försökte Senna göra en omkörning vid det enda möjliga stället på banan, vilket var Casio Triangle strax före Last curve före start- och målrakan. 
Senna passerade på insidan i kurvan, men hans rutinerade stallkamrat "stängde dörren" när brasilianen var på väg att fullborda sitt mästerverk. Detta resulterade i att de båda förarna stoppade med hjulen låsta i varandra, vilket hindrade dem från att komma därifrån. Efter denna manöver, som är en av de mest kontroversiella i F1-historien, hände följande: Prost, som var övertygad om att han hade vunnit, klev ur sin bil och promenerade mot depån som världsmästare. Samtidigt signalerade Senna åt funktionärerna att han behövde hjälp att komma loss, vilket han fick. Senna fortsatte loppet och gick i mål som etta men han diskvalificerades på grund av att han kommit tillbaka på banan på fel ställe. Segern gick istället till tvåan Alessandro Nannini.
Senna överklagade diskvalificeringen men den avslogs och han fick istället en anklagelse för sitt sätt att köra och fick böta 100 000 dollar. Senna misstänkte att Alain Prost och FIA:s president Jean-Marie Balestre låg bakom detta så att dennes landsman skulle kunna koras som världsmästare.

## Resultat
1. Alessandro Nannini, Benetton-Ford, 9 poäng
2. Riccardo Patrese, Williams-Renault, 6
3. Thierry Boutsen, Williams-Renault, 4
4. Nelson Piquet, Lotus-Judd, 3
5. Martin Brundle, Brabham-Judd, 2
6. Derek Warwick, Arrows-Ford, 1
7. Mauricio Gugelmin, March-Judd
8. Eddie Cheever, Arrows-Ford
9. Alex Caffi, BMS Scuderia Italia (Dallara-Ford)
10. Andrea de Cesaris, BMS Scuderia Italia (Dallara-Ford)

### Förare som bröt loppet
- Alain Prost, McLaren-Honda (varv 46, kollision)
- Stefano Modena, Brabham-Judd (46, motor)
- Nigel Mansell, Ferrari (43, motor)
- Satoru Nakajima, Lotus-Judd (41, motor)
- Jean Alesi, Tyrrell-Ford (37, växellåda)
- Philippe Alliot, Larrousse (Lola-Lamborghini) (36, motor)
- Gerhard Berger, Ferrari (34, växellåda)
- Emanuele Pirro, Benetton-Ford (33, kollision)
- Olivier Grouillard, Ligier-Ford (31, motor)
- Ivan Capelli, March-Judd (27, upphängning)
- Nicola Larini, Osella-Ford (21, bromsar)
- Jonathan Palmer, Tyrrell-Ford (20 , bränsleläcka)
- Bernd Schneider, Zakspeed-Yamaha (1, växellåda)
- Luis Pérez Sala, Minardi-Ford (0, kollision)
- Paolo Barilla, Minardi-Ford (0, koppling)

### Förare som diskvalificerades
- Ayrton Senna, McLaren-Honda (varv 53, vårdslös körning)

### Förare som ej kvalificerade sig
- Rene Arnoux, Ligier-Ford
- Michele Alboreto, Larrousse (Lola-Lamborghini)
- Pierre-Henri Raphanel, Rial-Ford
- Bertrand Gachot, Rial-Ford

### Förare som ej förkvalificerade sig
- Piercarlo Ghinzani, Osella-Ford
- Roberto Moreno, Coloni-Ford
- Stefan "Lill-Lövis" Johansson, Onyx-Ford
- Aguri Suzuki, Zakspeed-Yamaha
- Oscar Larrauri, EuroBrun-Judd
- JJ Lehto, Onyx-Ford
- Gabriele Tarquini, AGS-Ford
- Yannick Dalmas, AGS-Ford
- Enrico Bertaggia, Coloni-Ford